# Espace naturel Acantilados de Maro-Cerro Gordo
L'espace naturel Acantilados de Maro-Cerro Gordo (espagnol : Paraje Natural Acantilados de Maro-Cerro Gordo) est une aire protégée située entre les municipalités de Nerja, de la province de Malaga, et Almuñecar de la province de Grenade
Il possède une flore et une faune autochtone. Constitué de falaises rocheuses et de plages difficile d'accès en face de la Mer Méditerranée, font de la zone un lieu intéressant.

## Source
- (es) Cet article est partiellement ou en totalité issu de l’article de Wikipédia en espagnol intitulé « Acantilados de Maro-Cerro Gordo » (voir la liste des auteurs).